# Simyra albissima
Simyra albissima là một loài bướm đêm trong họ Noctuidae.